# Incendies (pièce de théâtre)
Pour les articles homonymes, voir Incendies.
 (juin 2018).
Si vous disposez d'ouvrages ou d'articles de référence ou si vous connaissez des sites web de qualité traitant du thème abordé ici, merci de compléter l'article en donnant les références utiles à sa vérifiabilité et en les liant à la section « Notes et références ».
Incendies est une pièce de théâtre de Wajdi Mouawad créée le 14 mars 2003.

## Présentation
Incendies est le deuxième volet de la tétralogie Le Sang des promesses, après Littoral (1997) et avant Forêts (2006) et Ciels (2009). L'œuvre est écrite au cours de répétitions avec une troupe de comédiens. Selon plusieurs sources, les diverses personnalités de la troupe auraient fortement influencé celle de plusieurs personnages. L'expérience de réfugié du jeune Wajdi Mouawad a aussi influencé son œuvre.
Cette pièce contemporaine s’illustre par un récit d’actualité, inspiré notamment de la vie de Souha Bechara, une militante libanaise. Ses racines puisent cependant dans la tragédie antique, plus spécifiquement dans le mythe d’Œdipe, ce qui fait d’Incendies une œuvre complexe jouant à différents niveaux.

## Accroche
Lorsque le notaire Lebel fait aux jumeaux Jeanne et Simon Marwan la lecture du testament de leur mère Nawal, il réveille en eux l'incertaine histoire de leur naissance : qui fut donc leur père, et par quelle odyssée ont-ils vu le jour loin du pays d'origine de leur mère ? En remettant à chacun une enveloppe, destinées l'une à ce père qu'ils croyaient mort et l'autre à leur frère dont ils ignoraient l'existence, il fait bouger les continents de leur douleur : dans le livre des heures de cette famille, des drames insoupçonnés les attendent, qui portent les couleurs de l'irréparable. Mais le prix à payer pour que s'apaise l'âme tourmentée de Nawal risque de dévorer les destins de Jeanne et de Simon.

## Analyse

### Construction de la pièce
Le fil narratif de la pièce est particulier puisqu’il entremêle différents lieux et époques. Des personnages d’époques éloignées peuvent ainsi se croiser sur scène sans se parler. La situation initiale constitue le principal fil conducteur de la pièce, soit la quête de Jeanne et Simon qui se font aider par le notaire. Ce fil conducteur permet de poser efficacement la chronologie de la pièce et d’afficher clairement les analepses sur la vie de Nawal, la mère. L’auteur cherche ainsi à donner des réponses au spectateur et à savoir ou à deviner des choses sur le futur des révélations de Jeanne et Simon. Ces deux chronologies séparées finissent par se rencontrer lors du dénouement final.
L’élément perturbateur de la pièce ne correspond pas tout à fait à une définition traditionnelle. En effet, la mort de la mère, Nawal, semble pour Jeanne et Simon secondaire puisqu’ils affirment n’avoir aucun sentiment envers elle depuis qu’elle ne leur parle plus. Cependant, grâce à la persistance du notaire, l’impossible quête du père et du frère (qui ne sont qu’un) démarre, donnant ainsi lieu à l’histoire. C’est à ce moment-là que l’analepse débute. Le spectateur peut se rendre compte que c’est là l’élément perturbateur de la pièce : l’enlèvement du bébé de Nawal et Wahab et leur séparation. C’est cet évènement qui entraîne les péripéties de la pièce, le combat acharné de Nawal pour retrouver son enfant, sa volonté d’apprendre à lire et à écrire et son rejet des horreurs commises durant la guerre par les milices qui ont emporté son enfant.
Vient ensuite l’élément final : après une longue enquête, les deux jumeaux séparés en viennent à Chamseddine au tableau 34. Celui-ci révèle que leur père n’est autre que leur frère qui a violé leur mère, « la femme qui chante » en prison. C’est ainsi que la boucle se referme avec la rencontre de Nihad à qui l’on remet les deux lettres ; elles expliquent la réelle raison du silence de Nawal, celle d’une femme violée et torturée par son propre fils et dont on a brisé le silence.

### Personnage principal et rapports entre protagonistes
Le paradoxe réside dans le fait que le personnage principal de la pièce n’est plus en vie. Nawal, la mère, est l’élément clef de la pièce puisque toute l’histoire est centrée autour d’elle. On la découvre à la fois comme une étrangère avec Jeanne et Simon, ses deux enfants, mais aussi comme une jeune femme persuasive et téméraire qui partage l’intimité de ses sentiments avec divers protagonistes comme son amant Wahab, Nazira ou encore Sawda. Ces derniers apparaissent comme des personnages secondaires interagissant avec Nawal. De l’autre côté, plusieurs personnages épaulent les jumeaux dans leur quête, soit le notaire Hermile Lebel qui sert d’intermédiaire entre les vœux de la mère et ses enfants. C’est d’ailleurs par un monologue du notaire (Hermile Lebel) que débute la pièce. Il joue le rôle du chœur et donne à la pièce des accents à la fois comique et tragique.

### Personnages
Nawal Marwan:  Nawal est une femme d'origine moyen-orientale, résiliente et déterminée, qui a traversé des épreuves traumatisantes tout au long de sa vie. Son passé est marqué par la guerre, la violence et la souffrance, et elle a dû affronter des pertes familiales déchirantes ainsi que des actes de brutalité. Malgré ces épreuves, Nawal est une figure forte et courageuse, qui refuse de se laisser abattre par les difficultés. Elle est animée par un profond désir de vérité et de justice, ainsi que par un besoin impérieux de comprendre son histoire personnelle et de découvrir ses racines familiales. Nawal est également une figure énigmatique, entourée de mystère et de secrets. Son parcours de vie est marqué par des choix difficiles, des sacrifices et des compromis, et elle porte le poids de ses expériences passées avec dignité et résilience. Tout au long de la pièce, Nawal incarne la lutte pour la dignité, la justice et la rédemption. Son histoire poignante soulève des questions universelles sur la nature humaine, la mémoire collective et la capacité de l'individu à surmonter les épreuves les plus éprouvantes de la vie.
Jeanne Marwan : Jeanne est la fille aînée de Nawal, une jeune femme intelligente, déterminée et instruite. Elle entreprend après la mort de sa mère un voyage, tant émotionnel que physique pour démêler les mystères entourant l'histoire de sa mère et de ses propres origines. Jeanne est profondément touchée par les révélations sur le passé de Nawal, mais elle est également déterminée à comprendre et à accepter la vérité, quelles qu'en soient les conséquences. Elle possède une forte curiosité intellectuelle et une capacité à remettre en question les idées reçues. Elle est profondément touchée par les révélations qui émergent tout au long de son périple, mais elle montre également une grande force de caractère en affrontant les vérités dérangeantes sur sa famille et en poursuivant sa quête de compréhension et de réconciliation.
Simon Marwan : Simon est le frère jumeau de Jeanne et le fils de Nawal. Contrairement à sa sœur, il est plus sceptique et réservé quant à la quête qui entoure leur mère. Cependant, il finit par accompagner Jeanne dans son voyage et participe également, bien que plus tardivement, à la recherche de la vérité sur leur famille, bien qu'il soit parfois en désaccord avec ses motivations. Simon est le frère jumeau de Jeanne, mais il diffère d'elle par son approche plus pragmatique de la vie. Contrairement à sa sœur, Simon est moins enclin à se laisser emporter par les émotions ou les idéaux. Il est plus terre-à-terre et réticent à s'engager pleinement dans la quête de leur mère. Néanmoins, malgré ses réserves, Simon accompagne Jeanne dans son voyage, démontrant progressivement une forme d'attachement familial et une certaine loyauté envers sa sœur. Au fil de l'histoire, il évolue et se trouve également confronté à des vérités dérangeantes sur son passé familial, ce qui le pousse à réévaluer ses propres convictions et son identité.
Le notaire Hermile Lebel : Le notaire Lebel est un personnage énigmatique qui agit comme un guide pour Jeanne et Simon après la mort de leur mère. Il leur remet des lettres et des missions posthumes de Nawal, les aidant à découvrir progressivement les secrets de leur histoire familiale. Lebel est dépeint comme un personnage calme, réservé et énigmatique. Son rôle est principalement celui d'un messager, mais il semble également être investi émotionnellement dans la quête des enfants Marwan pour découvrir la vérité sur leur mère. Il est attentif aux besoins et aux questionnements des protagonistes, leur fournissant des informations importantes tout en les encourageant à poursuivre leur recherche de vérité. Il a une façon de parler assez légère (il déforme par exemple les expressions françaises, dans des passages tels que « Ce n'était pas la mer à voire » au lieu de « Ce n'était pas la mer à boire », « On vous demande pas d'inventer le moteur à quatre trous » au lieu de « On vous demande pas d'inventer la machine à vapeur », ou encore «Rome ne s'est pas construite en plein jour» au lieu de « Rome ne s'est pas construite en un jour. »).
Wahab : Wahab est un personnage présent dans les flashbacks de l'histoire de Nawal. Associé à la fois à une romance passionnée qu'il vécut avec Nawal, alors qu'elle n'avait que quatorze ans, et au tragique de la violence de la guerre, il est d'une certaine manière lié à des événements traumatisants du passé de Nawal (notamment à cause de la première grossesse de cette dernière), tout en étant paradoxalement le seul bonheur que celle-ci aurait vécu.
Abou Tarek (Nihad Harmanni) : Abou Tarek, né Nihad Harmanni, est un personnage clé dans l'histoire. Il est le fils de Nawal et de Wahab, né dans des circonstances difficiles, arraché à Nawal à sa naissance sur ordre de sa mère. Nihad est élevé par une autre famille, ignorant son lien avec Nawal. Son existence est révélée à ses demi-frère et sœur vers la fin de la pièce, lorsque le passé tourmenté de leur mère commence à s'éclaircir pour le spectateur. Son histoire soulève des questions sur l'identité, la famille et les conséquences déchirantes de la guerre sur les individus et les relations familiales. Il est le père des jumeaux et le fils de la même mère. Abou Tarek est un personnage violent, malhonnête, faisant preuve de méchanceté et se montrant impitoyable, sans doute en raison de la douleur et la colère qui résultent de son histoire personnelle. Il est ainsi responsable de nombreux crimes de guerre, a tué de nombreux hommes, ne montre pas même de pitié envers les femmes et les enfants, et est notamment impliqué dans d'innombrables viols envers les captives de la prison dans laquelle il travaillait - d'où sa liaison incestueuse avec Nawal, évoquant naturellement le mythe d'Œdipe.

### Conjecture de Syracuse
Jeanne, la sœur, est mathématicienne. Au début de la pièce, elle introduit un cours de mathématiques à propos de la conjecture de Syracuse, selon laquelle la suite de Syracuse de n'importe quel entier strictement positif atteint 1. Cette conjecture n'est pas étrangère à l'histoire de cette famille : la quête des jumeaux les amène à conclure que « 1 + 1 = 1 ». L'analogie ne tient que parce que d'une suite multiple on arrive au chiffre 1.
Cependant, on peut aussi faire remarquer qu'une suite de Syracuse stationne sur un cycle de trois chiffres, dit trivial, ce qui n'est pas sans rappeler que les survivants de la famille, à savoir les deux jumeaux, le frère et le père, ne représentent finalement que trois personnes. De plus, la conjecture de Syracuse n'a jamais été démontrée, ni expliquée : ceci pourrait faire écho au dénouement du film qui ne propose aucune explication rationnelle à la tragédie vécue par cette famille mais montre plutôt ses survivants acceptant la paix et le pardon comme seules solutions viables.

## Selon Esther Pelletier et Irène Roy
L’œuvre réalisée par le comédien, dramaturge et metteur en scène Wajdi Mouawad appartient à une nouvelle dramaturgie, qui privilégie la quête de soi et abandonne la quête de l’identité collective, à la suite de l’échec du référendum pour l’indépendance au Québec en 1980, qui ouvre la voie à une génération de nouveaux auteurs privilégiant l’exploration des territoires intimes. Dans ce contexte se développe ce qu’on appelle le « théâtre migrant », au sein duquel Mouawad fait entendre sa voix. Il s’agit en effet d’un migrant, venu du Liban, qui s’est installé d’abord en France, puis au Québec, où la pièce apparaîtra en 2003. Cette écriture migrante naît dans les années 1980 et ces auteurs sont caractérisés par la capacité de poser un regard critique sur la culture québécoise, tout en y intégrant la leur.
Selon Mouawad, le but fondamental de la création théâtrale est celui de retrouver son identité : cependant, son imagination et sa créativité ne sont pas liées à l’immigration. « Si j’en tirais quelque chose, je devrais reconnaître la pertinence de l’exil, de la guerre. Je refuse. Je ne suis pas un auteur ‘sur’ l’immigration », il affirme dans un entretien avec Jean-François Côté. Toutefois on ne peut éviter les souvenirs d’enfance, cette dernière définie par Mouawad dans Incendies « un couteau planté dans la gorge ». Effectivement, l’auteur tire son inspiration d’un de ces souvenirs pour écrire le récit de Nawal : il se souvient avoir assisté quand il avait 7 ans à un attentat contre un autobus rempli de civils palestiniens perpétré par les milices chrétiennes. Cela montre, comme le remarque Pierre L’Hérault, que l’œuvre « ancre le plus précisément et le plus explicitement sa dramaturgie dans l’origine libanaise ».
Du point de vue formel, les procédés analysés seront le cadre spatio-temporel et l’écriture scénique de l’artiste, qui fait appel dans cette œuvre à l’imagination du spectateur, sous le biais de l’expérimentation en direct du phénomène théâtral. La caractéristique fondamentale de l’esthétique théâtrale de Mouawad est que la quête de soi s’incarne dans une mise en scène qui suscite la créativité du spectateur. La diégèse alterne le présent au passé, elle est marquée par la présence d’indices comme des cahiers, des lettres, des photos, qui font revivre dans le présent ce qui est absent, appartenant au passé. En effet, lors de la mort de leur mère Nawal, Jeanne et Simon découvrent ses ultimes volontés et pour parvenir à les respecter ils doivent revenir sur son passé. Nawal découvre en Nihad son fils, qu’elle avait été obligée d’abandonner pour ne pas déshonorer sa famille, qui est aussi le père des jumeaux, nés d’un viol qu’elle avait subi en prison pendant la guerre. Ceci constitue le nœud tragique central de la pièce, faite de naissances, de violence et de guerre. Dans ce contexte les temps verbaux se chevauchent, en créant un effet de simultanéité. La coexistence de deux ou trois situations éloignées dans le temps prend signification en rattachant tous les fils les uns aux autres, et donne les réponses qui fermeront le cercle.
De plus, à la coprésence de présent et passé s’ajoutent ‘l’ici’ et ‘l’ailleurs’ qui correspondent à la quotidienneté de la vie québécoise qui est décrite dans la pièce de la même façon que la lointaine période de guerre. La compréhension du spectateur de la présence des deux réalités dans la pièce est facilitée par une langue familière, le joual québécois qui s’entremêlent à un Français recherché et à la musicalité de la langue arabe.
En ce qui concerne l’espace scénique, celui-ci est vide. Les objets de scène sont rares et ont une fonction métaphorique (le nez rouge que Nawal donne à Nihad, par exemple) : dans cette création la parole poétique s’incarne dans des images percutantes grâce à un recours à des objets familiers.
L’immense succès de ce spectacle semble tenir à l’originalité des procédés de mise en scène qui ont entraîné les spectateurs sur les chemins de leur imaginaire, les invitant à représenter à travers la force évocatrice des images, les lieux de l’intrigue et les situations rapportées.

## Citations
« Il y a des vérités qui ne peuvent être révélées qu’à condition d’être découvertes. »

— Tableau 38. Nawal explique la raison de ses actions.

« Jeanne, fais-moi encore entendre son silence. »

— Tableau 38. La dernière phrase de la pièce, prononcée par Simon qui accepte le destin.
« L'enfance est un couteau planté dans la gorge. »  

Testament de Nawal. 

## Éditions
- Incendies, 2003 ; Montréal : Leméac  (ISBN 2-7609-2345-2) ; Arles, Actes Sud-Papiers, coll. « Théâtre »  (ISBN 2-7427-4373-1)
- Incendies, 2e éd. revue et corrigée par l'auteur, Arles, Actes Sud-Papiers, coll. « Théâtre », 2009  (ISBN 978-2-7427-8336-6)
- Incendies, postface de Charlotte Farcet ; titre d'ensemble : Le Sang des promesses ; nouvelle éd., 2010 ; Arles, Actes Sud, coll. « Babel » 1027  (ISBN 978-2-7427-9312-9) ; Montréal : Leméac  (ISBN 978-2-7609-2997-5)

## Mise en scènes notables
- Incendies, 2003, mise en scène de Wajdi Mouawad, Festival d'Avignon, Avignon[9].
- Incendies, 2008, mise en scène de Stanislas Nordey, Théâtre national de la Colline, Paris[10].
- Littoral, Incendies, Forêt, (2009, (triptyque) mise en scène de Wajdi Mouawad, Festival d'Avignon, Avignon[11].
- Incendies, 2016, mise en scène de Stanislas Nordey, Théâtre national de Strasbourg, Strasbourg[12].
- Incendies, 2022-2025, mise en scène de Lucas Hérault et Alexis Roque, Collectif 1-110 : Théâtre de l'École alsacienne[13] à Paris (2022, 2024) ;  Festival OFF d'Avignon[14] au Théâtre de la Condition des Soies (2022) ; Lavoir Moderne Parisien (2024) ; Festival OFF d'Avignon au Théâtre du Collège de la Salle (2025).

## Adaptations
- 2006 : Incendies, enregistrement audio réalisé par Christine Bernard-Sugy pour France Culture au Théâtre 71[15].
- 2010 : Incendies, film québécois réalisé par Denis Villeneuve.

### Radio
- Wajdi Mouawad, interview par Laure Adler, Il faut trouver le courage de raconter, Hors-Champs, France Culture, 22 juin 2016 (consulté le 1er octobre 2020).